# Šáchorovité
Šáchorovité (Cyperaceae) je čeleď jednoděložných rostlin z řádu lipnicotvaré (Poales). Starší taxonomické systémy ji řadily často do řádu šáchorotvaré (Cyperales).

## Popis
Jedná se o byliny, jsou jednoleté, dvouleté nebo vytrvalé. Jsou to pozemní rostliny, nebo vodní rostliny kořenící ve dně, vzácněji i volně plovoucí, často s hlízami nebo oddenky. Jsou to jednodomé i dvoudomé rostliny. Lodyhy jsou často trojhranné, vzácněji oblé. Listy jsou často nahloučeny na bázi, vzácněji nikoliv, jsou jednoduché, přisedlé, vzácně řapíkaté, střídavé, uspořádané dvouřadě nebo trojřadě, vzácněji spirálně, někdy více nebo méně ztlustlé, s listovými pochvami. Okraje listových pochev jsou často srostlé, vzácněji volné. V některých případech jsou listy částečně až silně redukovány (někdy z nich zbyly pouze listové pochvy, např. bahnička – Eleocharis) a fotosyntetickou funkci listů pak přebírá stonek. Žilnatina souběžná, čepele celokrajné. Na svrchní straně báze čepele listu může být přítomen jazýček. Květy oboupohlavné nebo jednopohlavné, jsou v květenstvích, zpravidla kláscích. Klásky mohou být jednotlivé, častěji však vytvářejí složená květenství, např. kružel, latu, hrozen nebo klas z mnoha klásků. Květenství, větve květenství, klásky a květy často podepřeny listeny, listeny na bázi klásků a květů se někdy nazývají plevy. Okvětí je vyvinuto nebo zcela chybí, pokud je vyvinuto, pak zpravidla 6 okvětních lístků, někdy však může být i jiný počet. Často je redukováno na chlupy nebo štětiny. Tyčinek je 1–3, nebo 4–6 (vzácně až 22), tyčinky většinou volné, jen někdy nitkami srostlé. Gyneceum je složeno ze 2–3 plodolistů, je synkarpní, blizny 2–3 (jen vzácně jiný počet), semeník je svrchní. Plod je suchý, nepukavý, převážně nažka, výjimečně peckovice. Někdy je nažka uzavřena ve srostlém listenu (plevě) a vzniká tak mošnička (např. ostřice).

## Rozšíření ve světě
Je známo asi 98 rodů a asi 4350 druhů, které jsou rozšířeny prakticky po celém světě.

## Zástupci
- bahnička (Eleocharis)
- bezosetka (Isolepis)
- hrotnosemenka (Rhynchospora)
- kamýšek (Scirpoides)
- kamyšník (Bolboschoenus)
- ostřice (Carex)
- mařice (Cladium)
- sklovka (Scleria)
- skřípina (Scirpus)
- skřípinec (Schoenoplectus)
- skřípinka (Blysmus)
- suchopýr (Eriophorum)
- suchopýrek (Trichophorum)
- šáchor (Cyperus)
- šáchorek (Pycreus)
- šášina (Schoenus)
- tuřička (Kobresia)
- uncinie (Uncinia)[3]

## Seznam rodů
Abildgaardia, Acriulus, Actinoschoenus, Afrotrilepis, Alinula, Androtrichum, Anosporum, Arthrostylis, Ascolepis, Ascopholis, Baumea, Becquerelia, Bisboeckelera, Blysmopsis, Blysmus, Bolboschoenus, Bulbostylis, Calyptrocarya, Capitularina, Carex, Carpha, Caustis, Cephalocarpus, Chorizandra, Chrysitrix, Cladium, Coleochloa, Costularia, Courtoisina, Crosslandia, Cyathochaeta, Cyathocoma, Cymophyllus, Cyperus, Desmoschoenus, Didymiandrum, Diplacrum, Diplasia, Dulichium, Egleria, Eleocharis, Eleogiton, Epischoenus, Eriophoropsis, Eriophorum, Erioscirpus, Evandra, Everardia, Exocarya, Exochogyne, Ficinia, Fimbristylis, Fuirena, Gahnia, Gymnoschoenus, Hellmuthia, Hemicarpha, Hymenochaeta, Hypolytrum, Isolepis, Kobresia, Kyllinga, Kyllingiella, Lagenocarpus, Lepidosperma, Lepironia, Lipocarpha, Lophoschoenus, Machaerina, Mapania, Mapaniopsis, Mariscus, Mesomelaena, Microdracoides, Micropapyrus, Monandrus, Morelotia, Neesenbeckia, Nemum, Nelmesia, Oreobolopsis, Oreobolus, Oxycaryum, Paramapania, Phylloscirpus, Pleurostachys, Principina, Pseudoschoenus, Ptilanthelium, Pycreus, Queenslandiella, Reedia, Remirea, Rhynchocladium, Rhynchospora, Rikliella, Schoenoplectus, Schoenoxiphium, Schoenoides, Schoenus, Scirpodendron, Scirpoides, Scirpus, Scleria, Sphaerocyperus, Sumatroscirpus, Syntrinema, Tetraria, Tetrariopsis, Thoracostachyum, Torulinium, Trachystylis, Trianoptiles, Trichophorum, Trichoschoenus, Tricostularia, Trilepis, Tylocarya, Uncinia, Vesicarex, Volkiella, Websteria.

## Rozšíření v Česku
V Česku roste více než 100 druhů, z celkem 14 rodů (ale při širším pojetí některých rodů to může být méně). Zdaleka nejpočetnější je rod ostřice (Carex), v Česku jich roste přes 80 druhů.